# Rummerschlegel

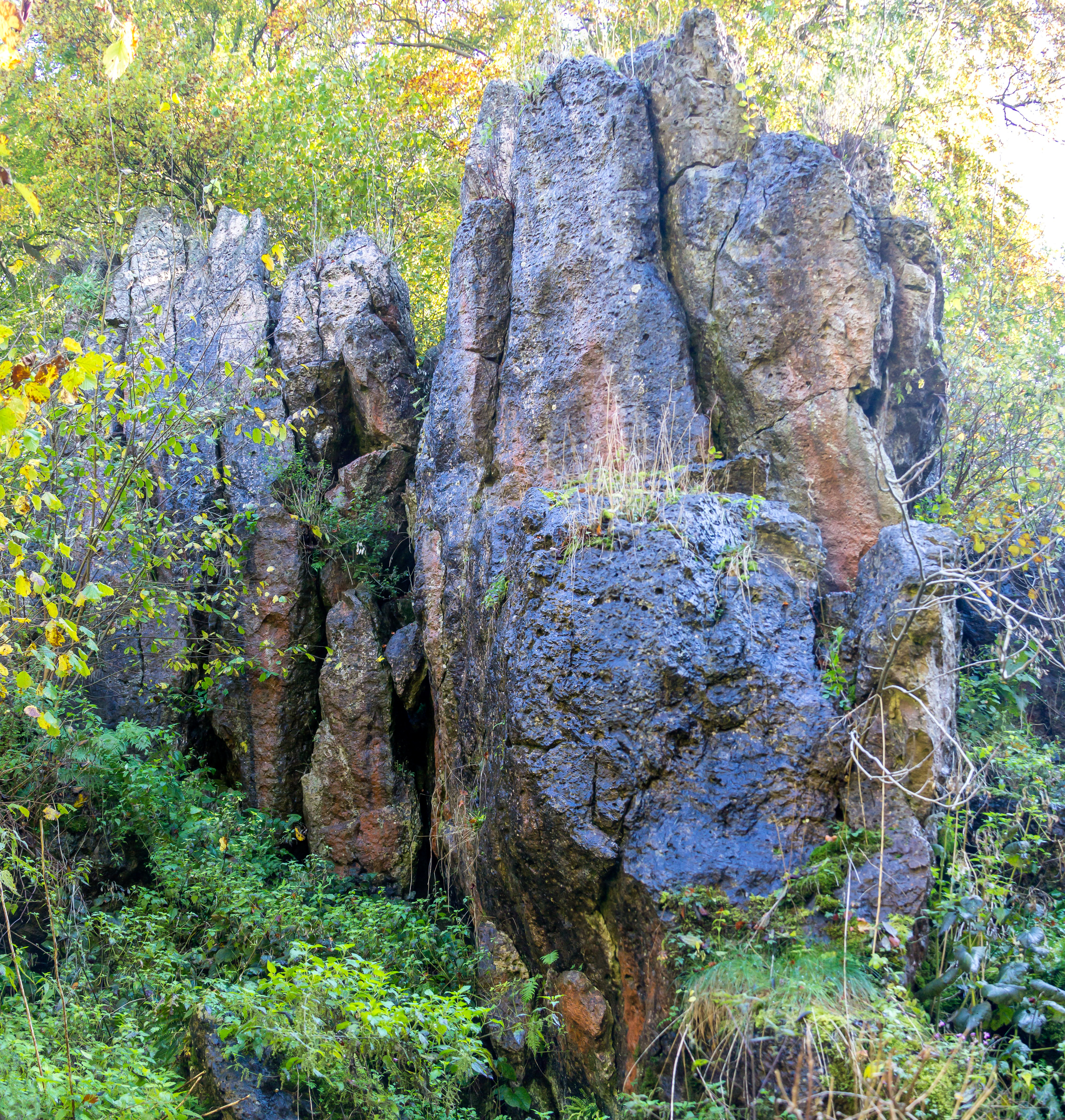
Felsformation Rummerschlegel

Die Felsengruppe Rummerschlegel gehört zur Gemarkung Zingsheim, einem Ortsteil der Eifelgemeinde Nettersheim. 
Rummerschlegel liegt im zur Sötenicher Kalkmulde gehörenden Nordwesten der Gemarkung Zingsheim. Die zinnenartig aufragenden Felsen bestehen aus Dolomitgestein des Mitteldevon. Rummerschlegel ist Station des Wanderwegs „Nettersheim-Tour 1: Geologie und Fossilien“.
Löhr entdeckte 1972 hier einen Mikrolithen und einige Knochenreste, die vermuten lassen, dass in der Steinzeit Jäger der Ahrensburger Kultur, die Rentiere jagten, neben den 4 km entfernten Kartsteinhöhlen auch Rummerschlegel aufsuchten.
Einer Sage nach soll unter den Felsen ein römischer Feldherr begraben sein, der in einer Schlacht zwischen einem unbekannten Volk und den Römern fiel, die von Keldenich aus in das Tal vordrangen.